# Prinsenstraat (Dordrecht)
De Prinsenstraat is een straat in het westen van het centrum van de stad Dordrecht, in de Nederlandse provincie Zuid-Holland. De straat is een belangrijke verkeersader voor verkeer richting het centrum. In 2005 bedroeg het aantal motorvoertuigen per etmaal circa 6400, waarvan meer dan 250 vrachtwagens gedurende een werkdag. Veel monumentale panden langs de straat hadden te lijden onder het (zware) verkeer. 
Daarom besloot het Dordtse college in 2010, (touringcar)bussen en vrachtwagens langer dan 7,5 meter uit de  Prinsenstraat (en de rest van de binnenstad) te weren.

## Geschiedenis
De Prinsenstraat is in de 16e eeuw ontstaan als toegang tot de stad via de Sluispoort. De Kleine Vuilpoort diende louter als doorgang naar de Bomkade. Halverwege de 19e eeuw deden zich grote ruimtelijke veranderingen voor. De stad verloor onder meer door de afbraak van de Sluispoort aan het begin van de Prinsenstraat een aantal belangrijke entrees. De poorten waren bouwvallig en moesten ingrijpend worden hersteld.
De straat telt tientallen rijksmonumenten.

## Galerie

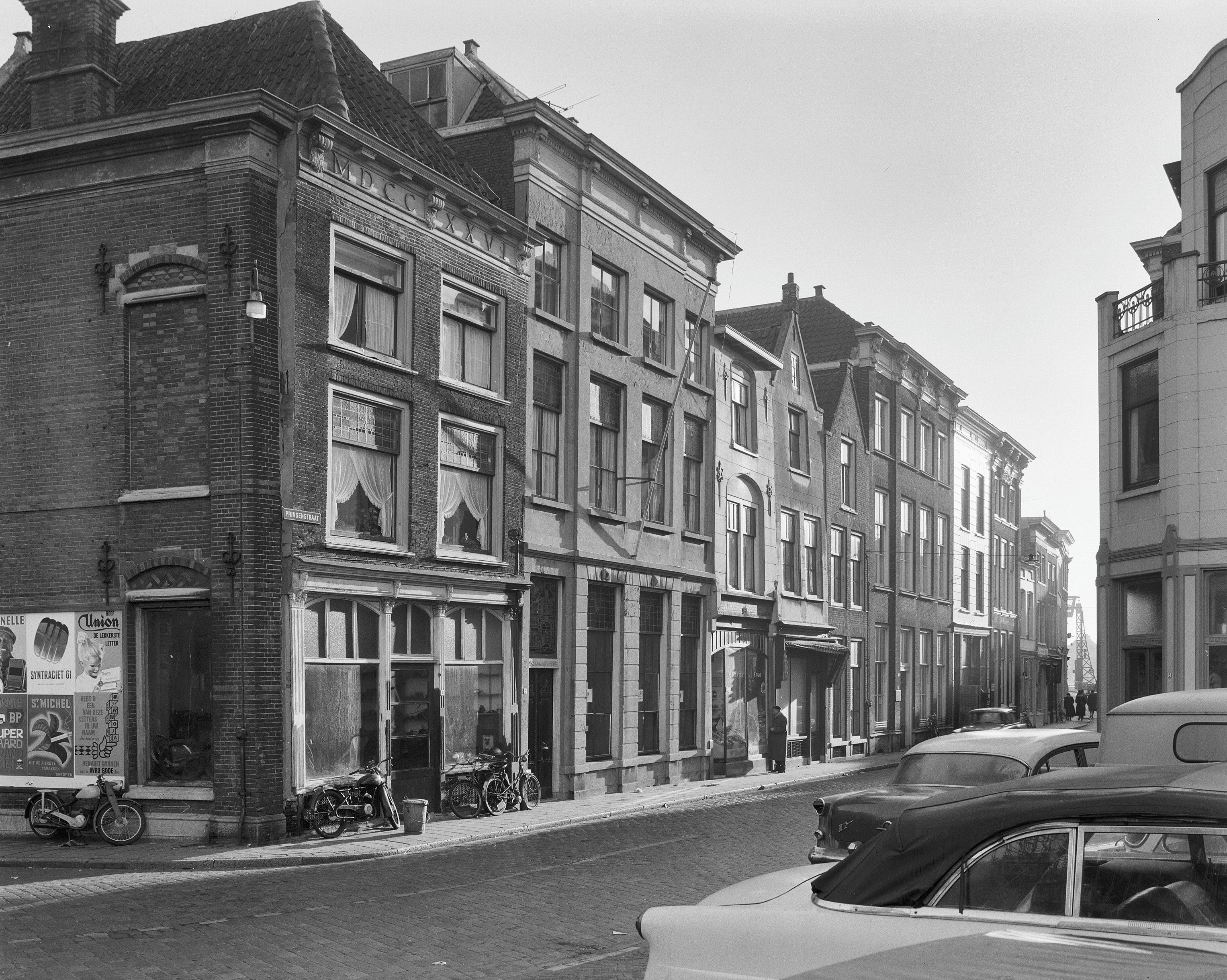
Prinsenstraat, 1961
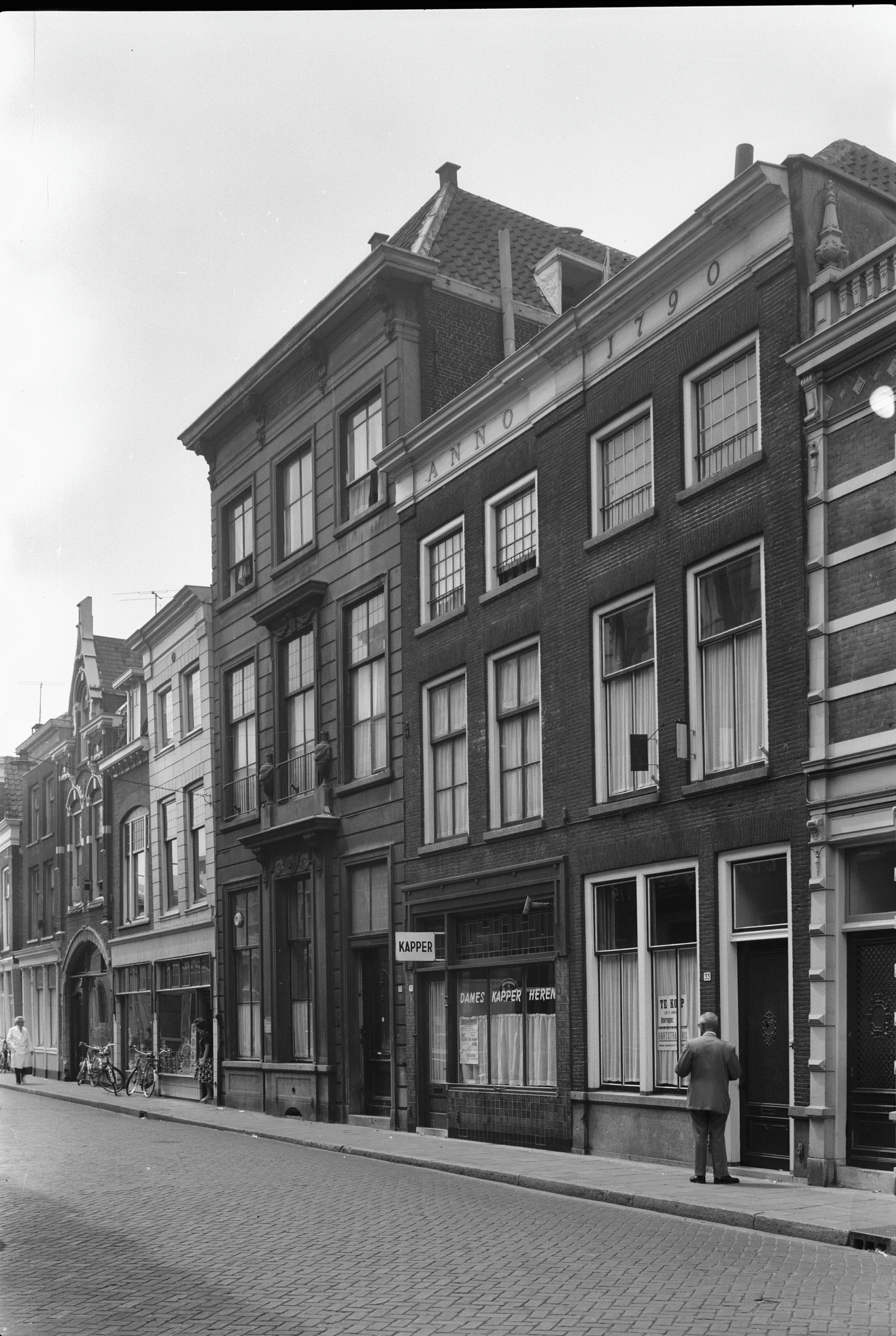
Prinsenstraat, 1962
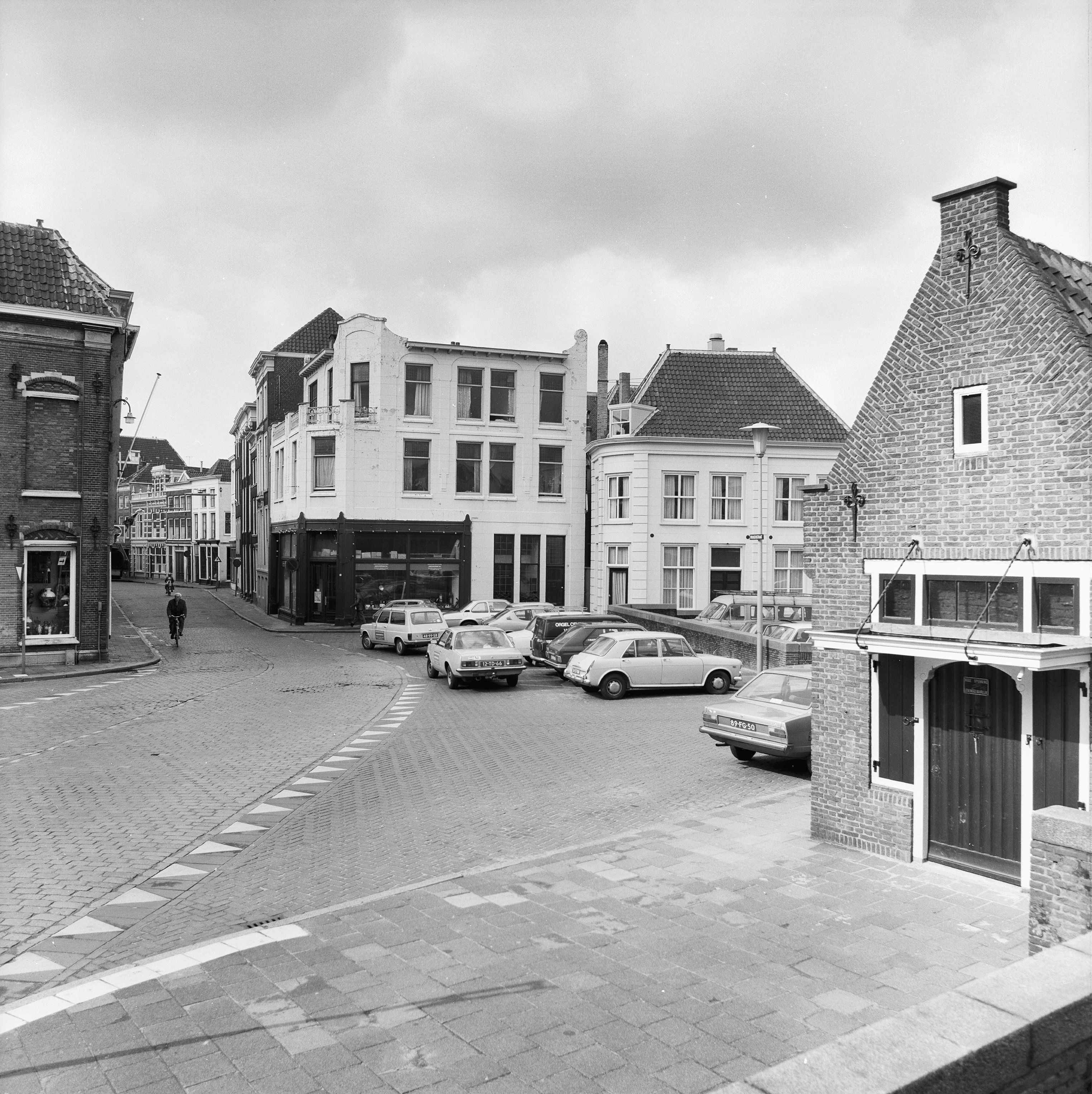
Prinsenstraat vanaf Leuvebrug, mei 1979
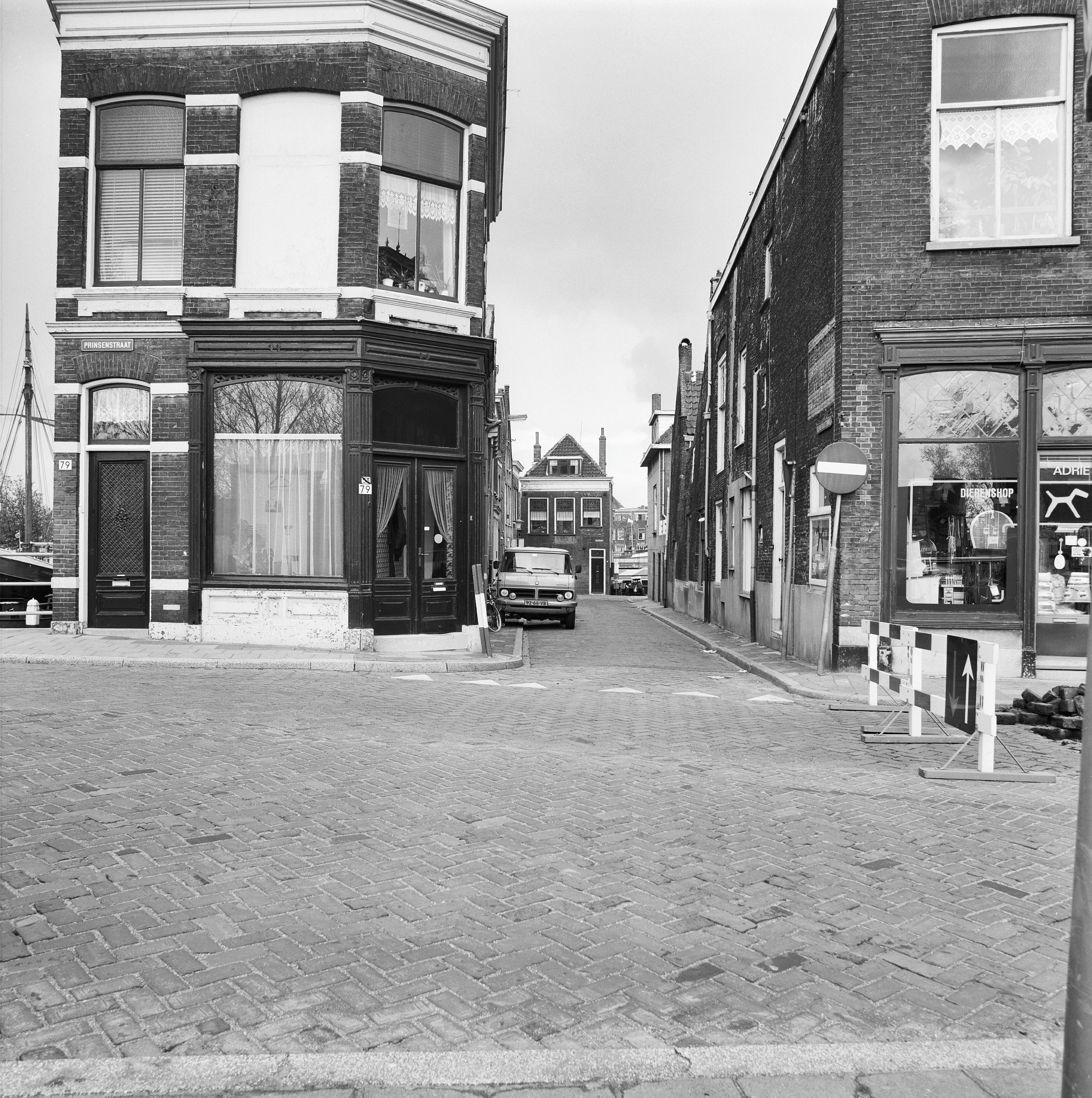
Kleine Kalkstraat vanaf Prinsenstraat, mei 1979